# دارين سترونج
دارين سترونج (بالإنجليزية: Darren Strong)‏ هو لاعب كرة القدم الغالية أيرلندي، ولد في 4 يوليو 1985 في بورتلاويس في جمهورية أيرلندا.